# Státní znak Singapuru
Státní znak Singapuru (malajsky Lambang negara Singapura) je tvořen červeným štítem, na kterém je bílý půlměsíc, nad nímž se nachází pětice bílých hvězd uspořádaných do kruhu. Štít podpírá dvojice štítonošů stojících na dvojici rýžových stébel. Štítonošem stojícím heraldicky vpravo je lev, vlevo pak tygr malajský. Pod rýžovými stébly se nachází modrá stuha se zlatým nápisem v malajštině MAJULAH SINGAPURA (česky Kupředu, Singapure, název singapurské hymny). Statní znak byl přijat v roce 1959, kdy nahradil do té doby používaný koloniální znak. 
Znak vytvořila komise pod vedením místopředsedy vlády Toh Chin Chye, která byla zodpovědná také za přijetí singapurské vlajky a hymny.

## Symbolika
Červená barva štítu symbolizuje bratrství a rovnost singapurského lidu, bílá věčnou čistotu a cnost. Půlměsíc je symbolem pro rozvíjející se mladý národ. Pětice hvězd symbolizuje národní ideje: Demokracii, prosperitu, mír, spravedlnost a rovnost. 
Lev podpírající znak odkazuje na jméno Singapuru, které doslova znamená lví město. Tygr malajský odkazuje na státní znak Malajsie, součástí které byl Singapur v letech 1963 až 1965 (tygr malajský je jedním ze symbolů Malajsie).

## Historie

Znak kolonie Průlivových osad (1826–1946)
Znak korunní kolonie Singapur (1948–1959)